# Oberste Wahlkommission der Republik Litauen

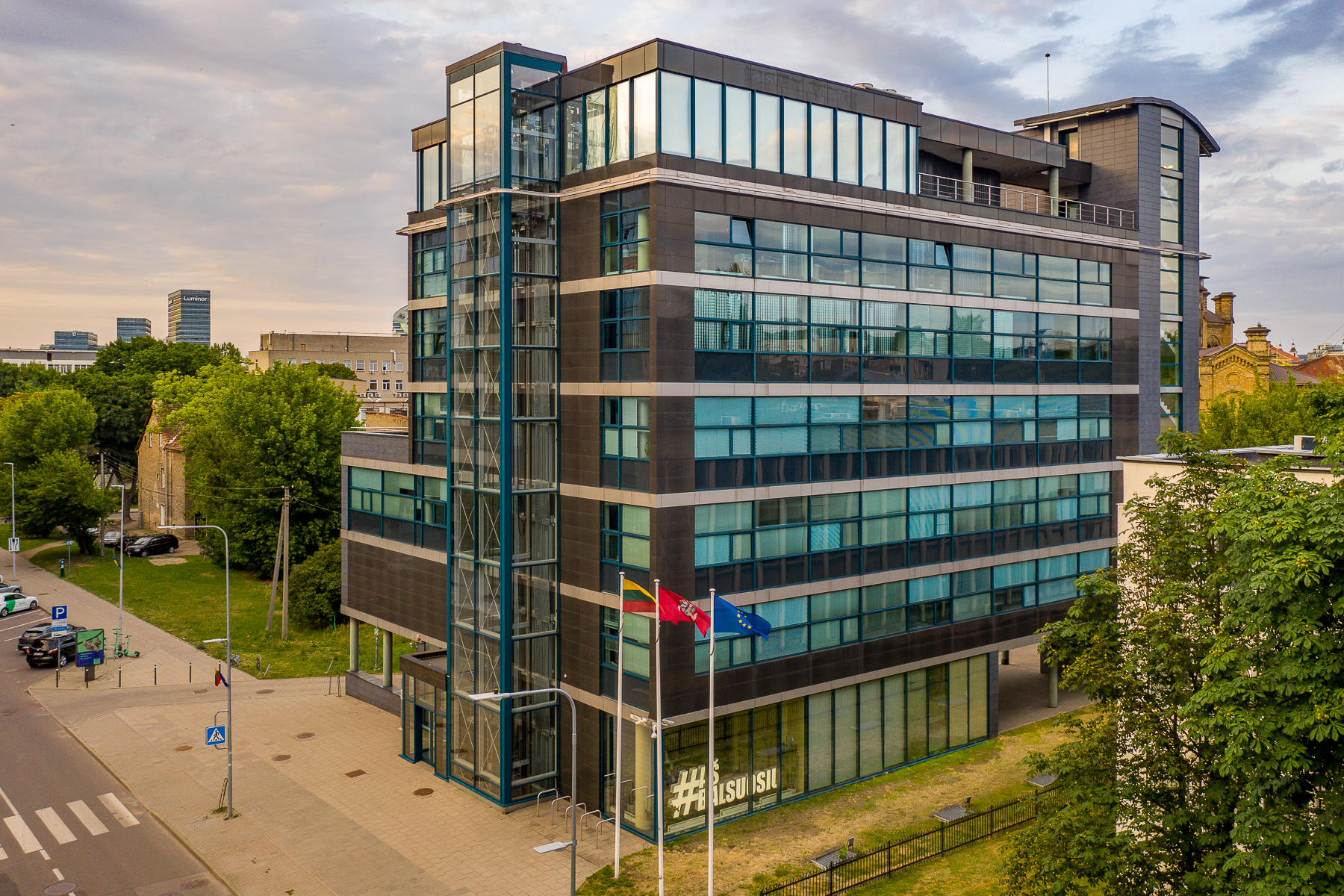
Zentrale

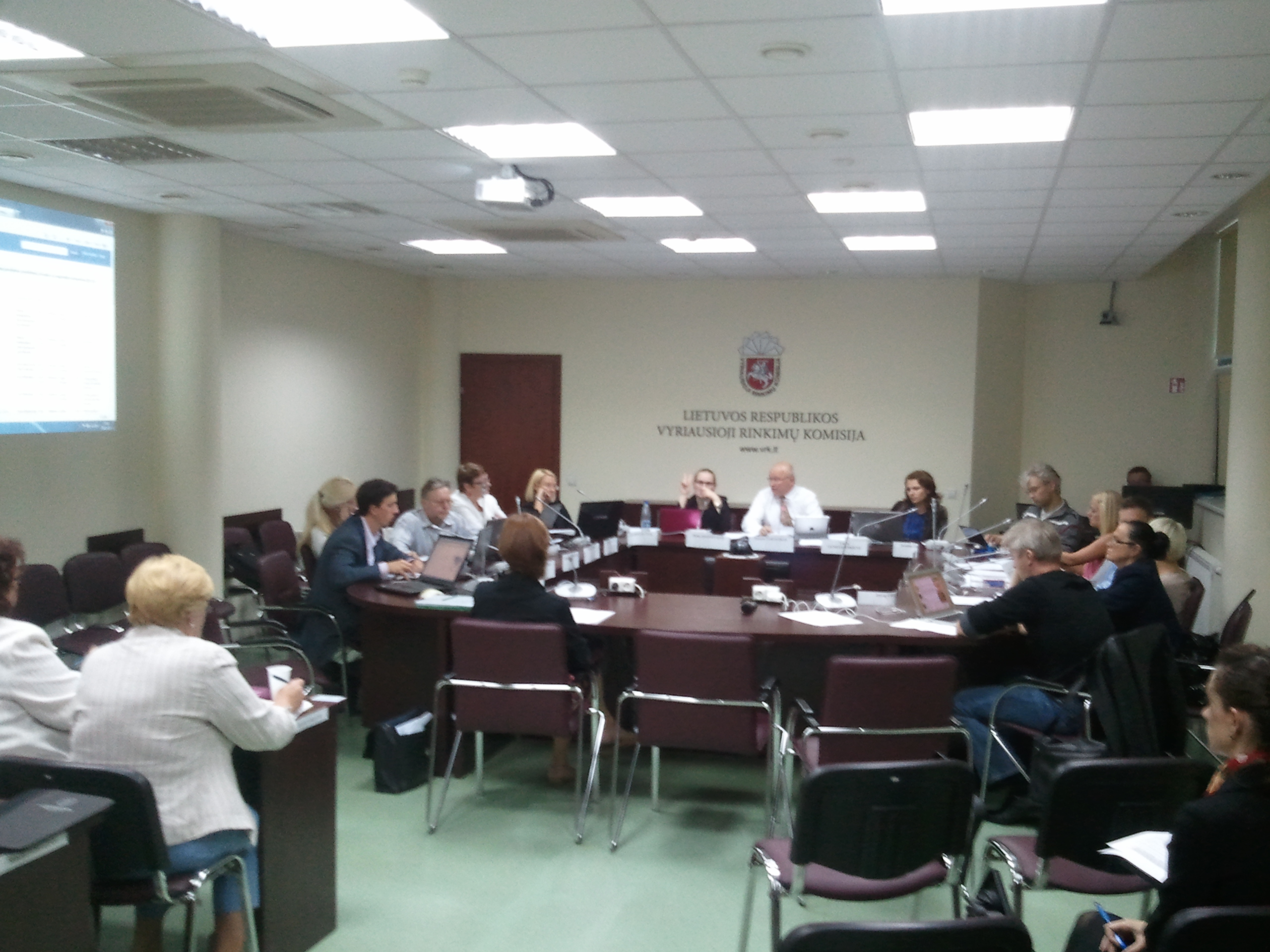
Sitzung

Die Oberste Wahlkommission der Republik Litauen (lit. Lietuvos Respublikos vyriausioji rinkimų komisija, VRK) ist die nationale litauische Behörde, die für die ordnungsgemäße Durchführung von Wahlen in Litauen zuständig ist. Sie hat den Sitz in der litauischen Hauptstadt Vilnius, im Stadtteil Naujamiestis, unweit vom litauischen Parlament Seimas.
Die Kommission wurde 1919 eingerichtet. Die Sitzungen finden öffentlich statt.
VRK bildet die regionalen Wahlkommissionen (apygardos rinkimų komisija).

## Leitung
- 1994–2017: Zenonas Vaigauskas (* 1951)
- 2017–2021: Laura Matjošaitytė
- 2021–2023: Jolanta Petkevičienė (* 1967)